# Ppi
Pixels per inch (forkortet PPI) er en måleenhed, der bruges til at beskrive opløsningen for et digitalt billede. Ppi betyder pixels per inch. Et billedes opløsning angives som f.eks. 300 ppi, som betyder, at et billede har 300 pixels for hver tomme, som billedet er bredt og højt. 
Ppi kan også bruges til at beskrive en skærms opløsning, men for det meste bliver skærmes opløsning beskrevet ved det totale antal pixel i bredden og det totale antal i højden f.eks. 1024 x 768.
Ppi forveksles ofte med dpi, så når et billedes opløsning angives som f.eks. 300 dpi, kan der menes 300 ppi.